# Hannes Wolf (niemiecki piłkarz)
Hannes Wolf (ur. 15 kwietnia 1981 w Bochum) – niemiecki piłkarz, a także trener.

## Kariera piłkarska
Wolf jako junior grał w zespołach TuS Eichlinghofen, Rot-Weiß Barop oraz TSC Eintracht Dortmund, natomiast jako senior występował w drużynach TuS Iserlohn, 1. FC Nürnberg II, Schwarz-Weiß Essen, SG Eintracht Ergste, ASC 09 Dortmund oraz VfL Kemminghausen. Jako gracz 1. FC Nürnberg II oraz Schwarz-Weiß Essen rozegrał łącznie 37 spotkań i zdobył 11 bramek w rozgrywkach Oberligi, stanowiącej wówczas czwarty poziom rozgrywek.

## Kariera trenerska
Wolf karierę rozpoczynał jako grający trener zespołów SG Eintracht Ergste oraz ASC 09 Dortmund. Następnie pracował w Borussii Dortmund, gdzie zaczął od funkcji asystenta trenera rezerw. Następnie już samodzielnie prowadził drużyny U-17, U-19 oraz rezerwy. W 2016 roku objął stanowisko szkoleniowca klubu VfB Stuttgart, grającego w 2. Bundeslidze. W sezonie 2016/2017 wraz z zespołem zwyciężył w rozgrywkach ligowych i awansował z nim do Bundesligi.